# فيتز هيل
فيتز هيل (بالإنجليزية: Fitz Hill)‏ هو لاعب كرة قدم أمريكية أمريكي، ولد في 28 مارس 1964 في أركدلفيا في الولايات المتحدة.